# Bryoptera divulsa
Bryoptera divulsa là một loài bướm đêm trong họ Geometridae.